# 田尻駅
田尻駅（たじりえき）は、宮城県大崎市田尻沼部字塩加良（しおから）にある、東日本旅客鉄道（JR東日本）東北本線の駅である。

## 歴史
- 1908年（明治41年）12月25日：開業[2]。旅客駅[4]。
- 1909年（明治42年）3月20日：一般駅となる[4]。
- 1972年（昭和47年）7月1日：貨物の取り扱いを廃止し、旅客駅となる[4]。
- 1984年（昭和59年）
  - 2月1日：荷物の扱いを廃止[4]。
  - 12月1日：無人化[5]。以降、小牛田駅派遣により出改札業務を継続。
- 1987年（昭和62年）4月1日：国鉄分割民営化に伴い、JR東日本の駅となる[4]。有人化。
- 2019年（平成31年）3月16日：終日無人化[6][3]。
- 2024年（令和6年）10月1日：えきねっとQチケのサービスを開始[1][7]。

## 駅構造
単式ホーム2面2線を持つ地上駅である。元々は2面3線であったが、中線が撤去された。互いのホームは跨線橋で繋がっている。
小牛田駅管理の無人駅である。自動券売機が設置されている。なお、2019年（平成31年）3月のダイヤ改正までは業務委託駅（JR東日本東北総合サービス委託）で、窓口が設置されていた。

### のりば
| 番線 | 路線      | 方向 | 行先             |
| ---- | --------- | ---- | ---------------- |
| 1    | ■東北本線 | 下り | 一ノ関方面       |
| 2    | ■東北本線 | 上り | 小牛田・仙台方面 |

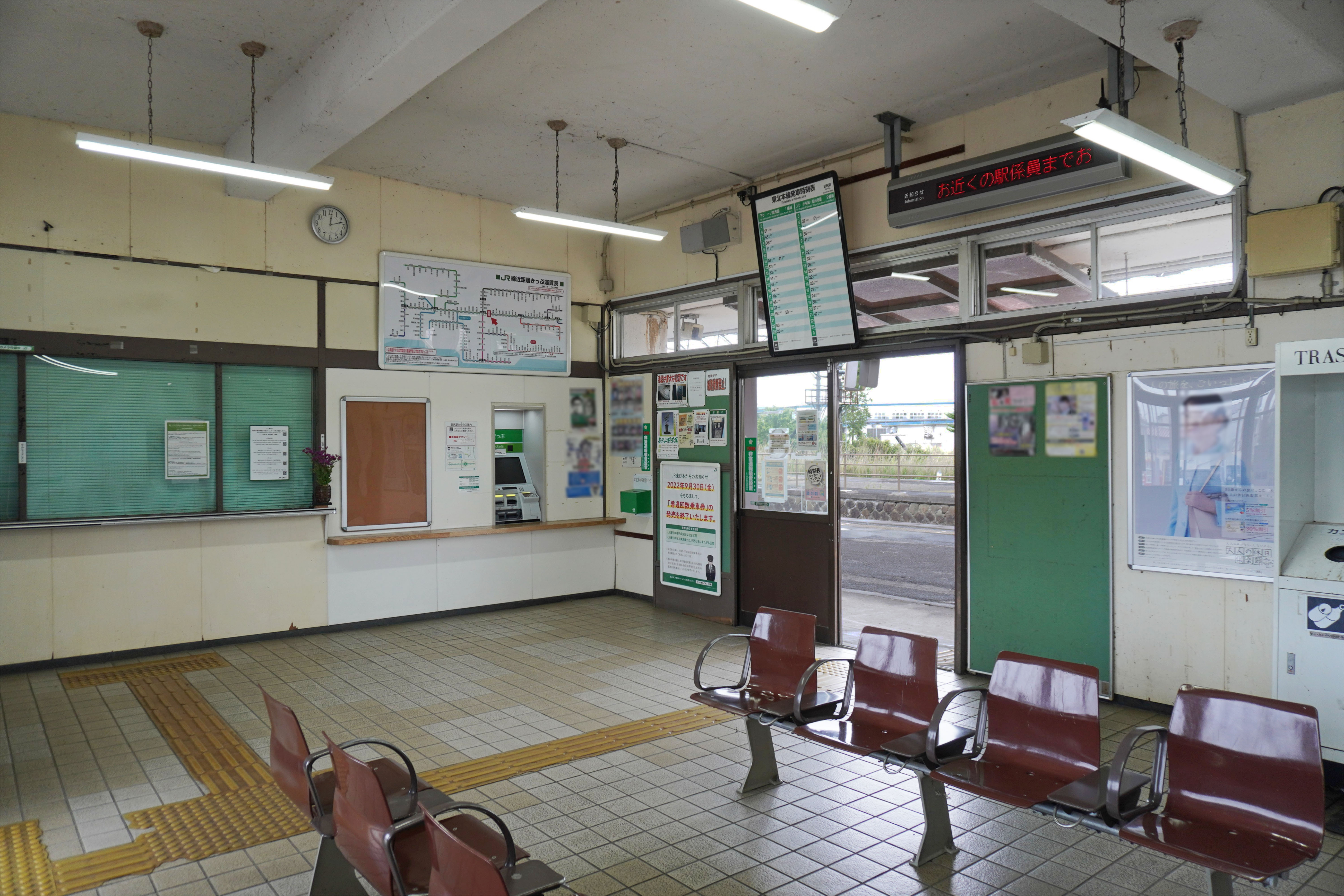
駅舎内（2023年5月）
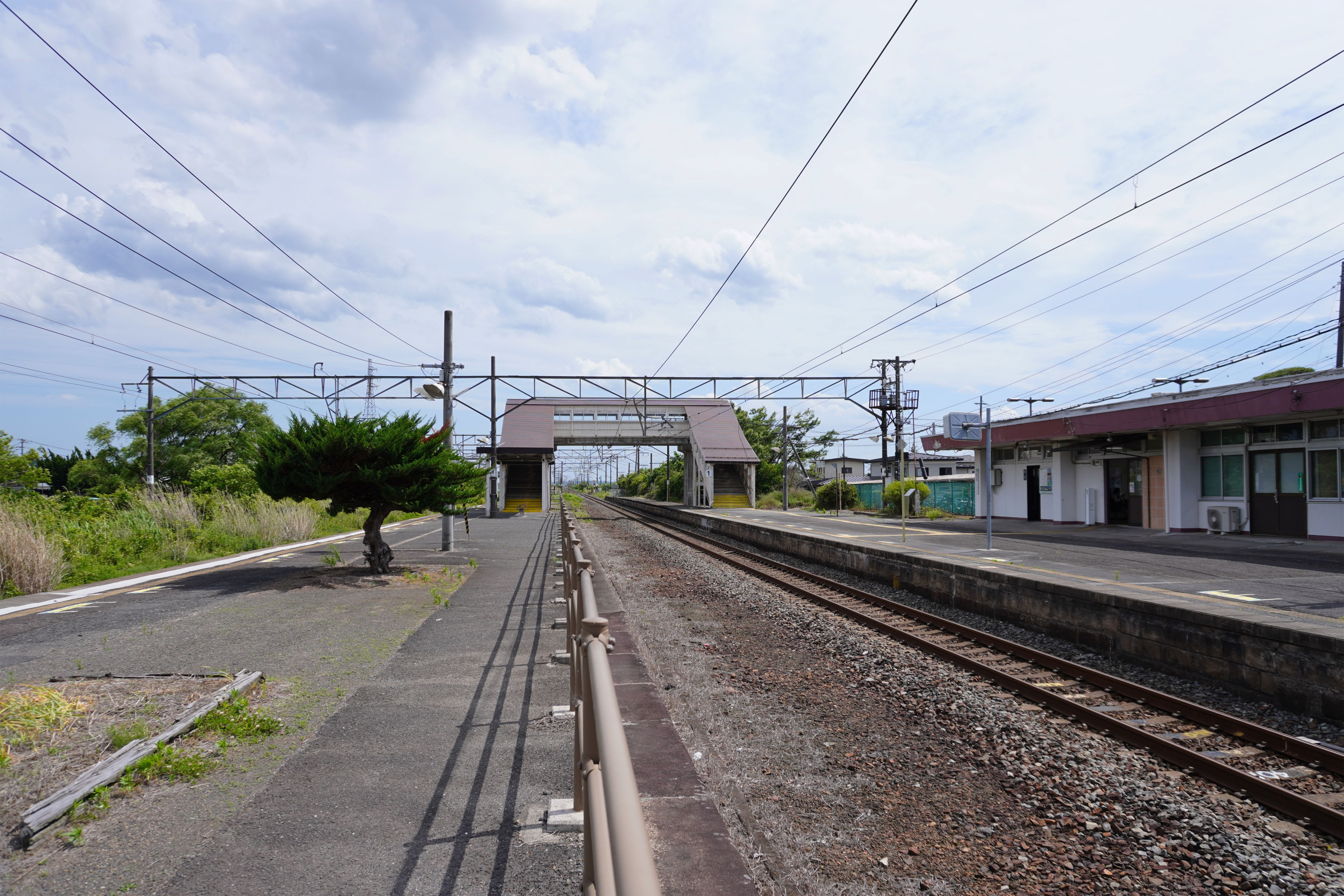
ホーム（2023年6月）

## 利用状況
JR東日本によると、2000年度（平成12年度） - 2017年度（平成29年度）の1日平均乗車人員の推移は以下のとおりであった。
| 1日平均乗車人員推移 | 1日平均乗車人員推移 | 1日平均乗車人員推移 | 1日平均乗車人員推移 | 1日平均乗車人員推移 |
| 年度                | 定期外              | 定期                | 合計                | 出典                |
| ------------------- | ------------------- | ------------------- | ------------------- | ------------------- |
| 2000年（平成12年）  |                     |                     | 694                 | [ 利用客数 1 ]      |
| 2001年（平成13年）  |                     |                     | 664                 | [ 利用客数 2 ]      |
| 2002年（平成14年）  |                     |                     | 648                 | [ 利用客数 3 ]      |
| 2003年（平成15年）  |                     |                     | 673                 | [ 利用客数 4 ]      |
| 2004年（平成16年）  |                     |                     | 614                 | [ 利用客数 5 ]      |
| 2005年（平成17年）  |                     |                     | 606                 | [ 利用客数 6 ]      |
| 2006年（平成18年）  |                     |                     | 583                 | [ 利用客数 7 ]      |
| 2007年（平成19年）  |                     |                     | 562                 | [ 利用客数 8 ]      |
| 2008年（平成20年）  |                     |                     | 564                 | [ 利用客数 9 ]      |
| 2009年（平成21年）  |                     |                     | 567                 | [ 利用客数 10 ]     |
| 2010年（平成22年）  |                     |                     | 545                 | [ 利用客数 11 ]     |
| 2011年（平成23年）  |                     |                     | 510                 | [ 利用客数 12 ]     |
| 2012年（平成24年）  | 79                  | 447                 | 527                 | [ 利用客数 13 ]     |
| 2013年（平成25年）  | 81                  | 437                 | 518                 | [ 利用客数 14 ]     |
| 2014年（平成26年）  | 76                  | 410                 | 486                 | [ 利用客数 15 ]     |
| 2015年（平成27年）  | 74                  | 388                 | 463                 | [ 利用客数 16 ]     |
| 2016年（平成28年）  | 68                  | 378                 | 447                 | [ 利用客数 17 ]     |
| 2017年（平成29年）  | 65                  | 369                 | 434                 | [ 利用客数 18 ]     |

## 駅周辺
駅前に商店がある。住宅も多い。駅東側にある池は、ホーム建設時に土を採取した跡。ホーム正面に見える山は加護坊山で、千本桜の名所である。また、ラムサール条約に登録されている蕪栗沼も当駅が最寄りとされ、駅前に看板が立てられている。
- 大崎市役所田尻総合支所（旧・田尻町役場）
- 田尻郵便局
- 大崎市田尻総合体育館
- 宮城県田尻さくら高等学校
- 古川警察署田尻駅前駐在所
- 宮城県道15号古川登米線
- 宮城県道173号涌谷田尻線
- 宮城県道174号田尻停車場線
- 大崎市立沼部小学校
- ウジエスーパー田尻店
- 大崎市民バス「田尻駅前」停留所

## 隣の駅
東日本旅客鉄道（JR東日本）
■東北本線
小牛田駅 - 田尻駅 - 瀬峰駅

### 記事本文
1. 1 2 3 4 5  “駅の情報（田尻駅）：JR東日本”.   東日本旅客鉄道. 2024年8月25日時点のオリジナルよりアーカイブ。2024年10月1日閲覧。
2. 1 2 3 4 5 6 7  『週刊 JR全駅・全車両基地』 23号 盛岡駅・平泉駅・山寺駅ほか74駅、朝日新聞出版〈週刊朝日百科〉、2013年1月20日、20頁。
3. 1 2 3  「<JR東日本>利用者減で3駅無人に 来月16日から」『河北新報』河北新報社、2019年2月20日。オリジナルの2019年2月20日時点におけるアーカイブ。2020年5月25日閲覧。
4. 1 2 3 4 5  石野哲（編）『停車場変遷大事典 国鉄・JR編 Ⅱ』（初版）JTB、1998年10月1日、408頁。ISBN 978-4-533-02980-6。
5. ↑  「「通報」●根室本線幾寅駅ほか30駅の駅員無配置について（旅客局）」『鉄道公報』日本国有鉄道総裁室文書課、1984年11月29日、1面。
6. ↑  “駅の無人化、日勤化および営業時間短縮について【説明】” (PDF).   JREU 仙台地本業務部 (2019年1月31日). 2021年1月3日時点のオリジナルよりアーカイブ。2021年1月3日閲覧。
7. ↑  『Suicaエリア外もチケットレスで! 東北エリアから「えきねっとQチケ」がはじまります』（PDF）（プレスリリース）東日本旅客鉄道、2024年7月11日。オリジナルの2024年7月11日時点におけるアーカイブ。2024年8月1日閲覧。
8. 1 2  “JR東日本：駅構内図・バリアフリー情報（田尻駅）”.   東日本旅客鉄道. 2024年10月1日閲覧。

### 利用状況
1. ↑  “各駅の乗車人員（2000年度）”.   東日本旅客鉄道. 2019年2月6日閲覧。
2. ↑  “各駅の乗車人員（2001年度）”.   東日本旅客鉄道. 2019年2月6日閲覧。
3. ↑  “各駅の乗車人員（2002年度）”.   東日本旅客鉄道. 2019年2月6日閲覧。
4. ↑  “各駅の乗車人員（2003年度）”.   東日本旅客鉄道. 2019年2月6日閲覧。
5. ↑  “各駅の乗車人員（2004年度）”.   東日本旅客鉄道. 2019年2月6日閲覧。
6. ↑  “各駅の乗車人員（2005年度）”.   東日本旅客鉄道. 2019年2月6日閲覧。
7. ↑  “各駅の乗車人員（2006年度）”.   東日本旅客鉄道. 2019年2月6日閲覧。
8. ↑  “各駅の乗車人員（2007年度）”.   東日本旅客鉄道. 2019年2月6日閲覧。
9. ↑  “各駅の乗車人員（2008年度）”.   東日本旅客鉄道. 2019年2月6日閲覧。
10. ↑  “各駅の乗車人員（2009年度）”.   東日本旅客鉄道. 2019年2月6日閲覧。
11. ↑  “各駅の乗車人員（2010年度）”.   東日本旅客鉄道. 2019年2月6日閲覧。
12. ↑  “各駅の乗車人員（2011年度）”.   東日本旅客鉄道. 2019年2月6日閲覧。
13. ↑  “各駅の乗車人員（2012年度）”.   東日本旅客鉄道. 2019年2月6日閲覧。
14. ↑  “各駅の乗車人員（2013年度）”.   東日本旅客鉄道. 2019年2月6日閲覧。
15. ↑  “各駅の乗車人員（2014年度）”.   東日本旅客鉄道. 2019年2月6日閲覧。
16. ↑  “各駅の乗車人員（2015年度）”.   東日本旅客鉄道. 2019年2月6日閲覧。
17. ↑  “各駅の乗車人員（2016年度）”.   東日本旅客鉄道. 2019年2月6日閲覧。
18. ↑  “各駅の乗車人員（2017年度）”.   東日本旅客鉄道. 2019年2月6日閲覧。